# São Domingos (kommun i Brasilien, Bahia)
São Domingos är en kommun i Brasilien.   Den ligger i delstaten Bahia, i den östra delen av landet, 1 000 km nordost om huvudstaden Brasília. Antalet invånare är 9 221. Arean är 265 kvadratkilometer.
Terrängen i São Domingos är platt.
Omgivningarna runt São Domingos är huvudsakligen savann. Runt São Domingos är det glesbefolkat, med 17 invånare per kvadratkilometer.